# Живервил
Живервил (фр. Giverville) насеље је и општина у северној Француској у региону Горња Нормандија, у департману Ер која припада префектури Берне.
По подацима из 2011. године у општини је живело 326 становника, а густина насељености је износила 53,09 становника/km². Општина се простире на површини од 6,14 km². Налази се на средњој надморској висини од 174 метара (максималној 176 m, а минималној 157 m).

## Демографија
| 1962. | 1968. | 1975. | 1982. | 1990. | 1999. | 2011. |
| ----- | ----- | ----- | ----- | ----- | ----- | ----- |
| 315   | 333   | 358   | 282   | 262   | 270   | 326   |

График промене броја становника у току последњих година